# Wohn- und Wirtschaftsgebäude Pferdemarkt 12

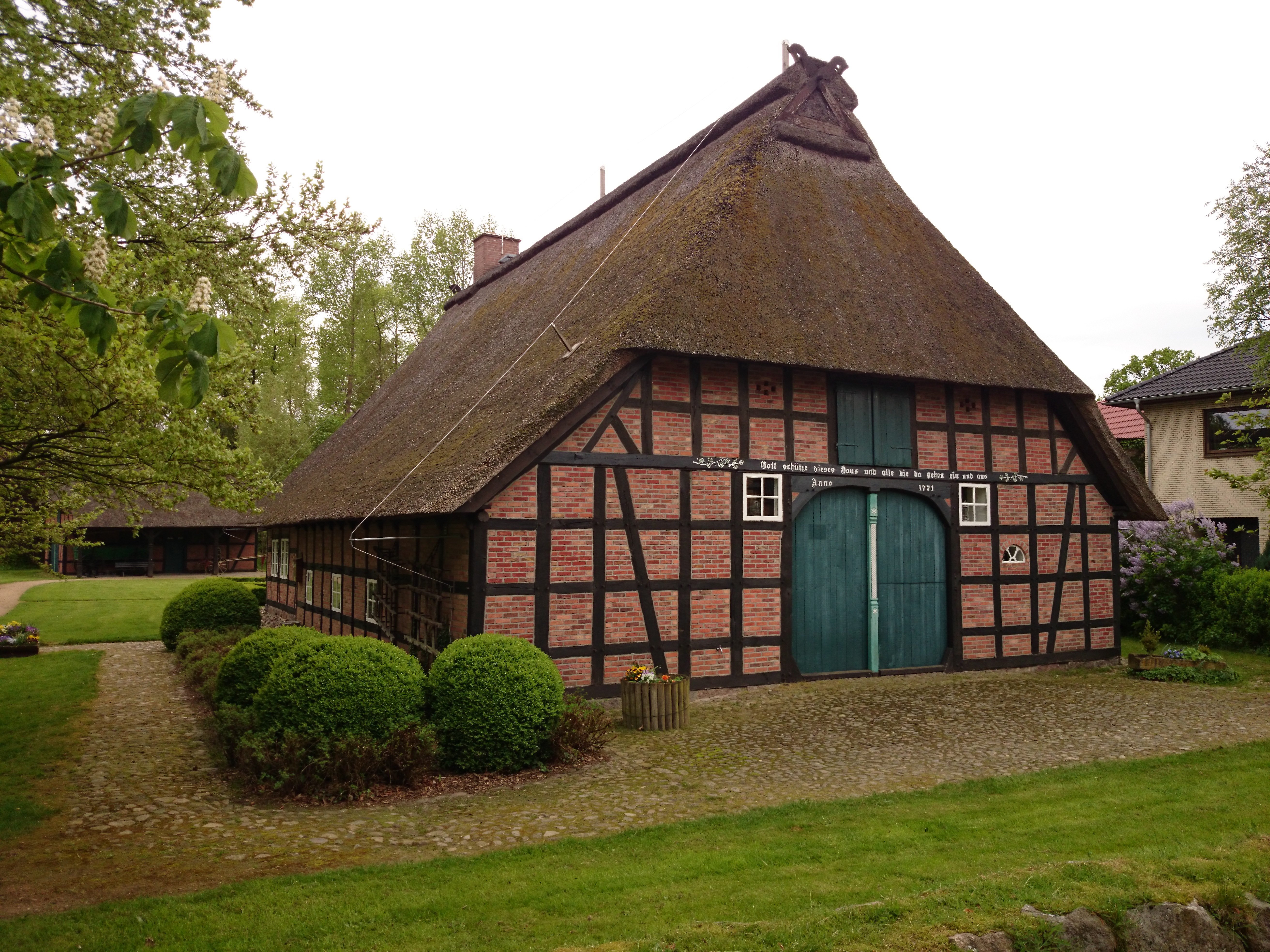
Süd- und Ostfassade (2014)

Das Wohn- und Wirtschaftsgebäude Pferdemarkt 12 als heutiges Heimathaus Schimmes Hoff in der niedersächsischen Gemeinde Fintel wurde im dritten Drittel des 18. Jahrhunderts gebaut. Aktuell (2025) wird es museal und als Heimathaus genutzt.
Das Gebäude steht unter Denkmalschutz (siehe auch Liste der Baudenkmale in Fintel).

## Geschichte und Beschreibung
Das eingeschossige giebelständige Gebäude als Zweiständer-Hallenhaus in Fachwerk mit Steinausfachungen, reetgedecktem Krüppelwalmdach, Niedersachsengiebel mit Uhlenloch, Pferdeköpfen, Ladeluke und Grooter Door mit Korbbogen, aber ohne seitliche Stalltüren, wurde 1771 (Inschrift) gebaut. Die südliche Traufseite im Wirtschaftsbereich wurde in Fachwerk erweitert. 1989 wurde es als Heimathaus der Gemeinde saniert mit dem Leitspruch von Freudenthals Wohnhaus „Ob arm, ob riek, dat is uns glieck – doch hast du Bosheit in din Sinn, dann komm nich rin“.
Zum Heimathaus Fintel Schimmes Hoff gehören auch ein Backofen und eine Remise von 1828 und der Bauerngarten mit Bienenhotel. Gezeigt werden Exponate aus Haushalt, Handwerk und Landwirtschaft sowie aus der Stein- und Bronzezeit, alte deutsche Währungen und Grundschulutensilien, dazu die eingerichtete gute Stube, ein Webraum mit zwei Stühlen und die feste Ausstellung über den Heimatdichter Friedrich Freudenthal. Der Heimatverein Fintel von 1989 betreut das Haus und führt Veranstaltungen und Ausstellungen durch. Hochzeiten und Trauungen sind hier möglich. Um 2010 wurde ein Stein mit Freudenthals Portrait und einer Strophe aus dem Gedicht Mi Muttersprok ausgestellt.
Das Landesdenkmalamt befand u. a.: „… ein regionstypisches Hallenhaus des späten 18. Jahrhunderts in Zweiständerkonstruktion ….“